# Lourdes Muñoz
Lourdes Muñoz Santamaría (Barcelona, 15 de diciembre de 1969) es una ingeniera especialista en la aplicación de datos abiertos (open data) en el ámbito público y social. Es codirectora y fundadora de Iniciativa Barcelona Open Data (2016). Es también presidenta de la red catalana de mujeres Dones en Xarxa (2004) y fundadora de Shealeader (2018). En 2022 su trabajo sobre feminismo de datos fue premiado por la Asociación de Mujeres Periodistas de Cataluña. De 1999 a 2015 ha sido diputada en la VI, VII, VIII, IX y X legislatura de España en el Congreso por la provincia de Barcelona por el Partido de los Socialistas de Cataluña donde fue miembro de las comisiones de industria, economía, innovación e igualdad. Además de su trabajo sobre Sociedad de la Información y Open Data destacó por su participación en la Comisión Mixta de los Derechos de la Mujer y de Igualdad de Oportunidades y su participación en la Ponencia sobre prostitución. En 2012 impulsó el proyecto partido abierto y transparencia en el Partido Socialista de Cataluña

## Biografía
Desde muy joven compatibilizó estudios, trabajo y compromiso social. Empezó a militar a los 15 años en las Juventudes Socialistas de Catalunya en 1984 y en el Partido de los Socialistas de Cataluña desde 1989, donde asumió diversos cargos de responsabilidad.
Su formación como Ingeniera Técnica de Informática de Gestión (Universidad Politécnica de Cataluña) y máster universitario de Sociedad de la Información y el Conocimiento (SIC) en la Universidad Abierta de Cataluña (2010-2011) ha sido clave en su trayectoria. Trabajó como analista de gestión hasta 1999 que se incorporó al Ayuntamiento de Barcelona como Consejera Técnica del Distrito de Les Corts.  En el 2001 como Concejala de la Mujer del Ayuntamiento de Barcelona impulsó diversas iniciativas para fomentar el uso de las tecnologías por parte de las mujeres.
Fue pionera en la blogosfera política españoladefendiendo las posibilidades de la web 2.0 para mejorar la conexión entre política y ciudadanía y avanzar en la transparencia. Inició su blogen septiembre de 2005 para explicar su experiencia al quedar atrapada por el Huracán Katrina de Nueva Orleans. En 2016 fue cofundadora de la Iniciativa Barcelona Open Datay Coordinadora del Máster Open Data de Euncet Business School.
Su compromiso político y su compromiso feminista siempre han ido de la mano.  Fue cofundadora junto a la periodista Montserrat Boix y la escritora Gemma Lienas de Dones en Xarxa, red catalana por la igualdad, fundada en 2004 y que actualmente preside.
En 2018 fue cofundadora de "Sheleader" una plataforma en línea que facilita la transmisión del conocimiento y el impulso del liderazgo de las mujeres en el ámbito profesional, personal y colectivo.

### Trayectoria política
Inició la militancia en la JSC en 1984 y en el Partido de los Socialistas de Cataluña en 1989. Empezó su tarea política en el ámbito municipal como consejera del Distrito de Les Corts del Ayuntamiento de Barcelona en 1991. Primera Secretaria del PSC-Les Corts en 1993 y miembro del Consejo Nacional del PSC desde ese mismo año. Fue miembro de la Ejecutiva Nacional del PSC con la responsabilidad de Secretaria de Políticas de las Mujeres desde el año 2000 hasta 2008.

### Trayectoria institucional
De 2001 a 2003 fue concejala de la Mujer del Ayuntamiento de Barcelona destacando su trabajo en la creación de servicios municipales para luchar contra la violencia de géneroy la apuesta por la incorporación de las mujeres al uso de las tecnologías.
Fue diputada por la provincia de Barcelona en el Congreso de los Diputados ininterrumpidamente desde noviembre de 2002 hasta 2011. En su trayectoria parlamentaria fue portavoz socialista en la Comisión de Industria, Turismo y Comercio, trabajando especialmente en los temas de Tecnología y desarrollo de la Sociedad de la Informacióny la apuesta del Software Libre. Un compromiso reconocido con el Premio Focus al Conocimiento Libre (2010) como política referente del Software Libre.
También su trabajo en la Comisión de Igualdad. Participó en la Ponencia sobre la situación de la prostitución en España aprobada en 2007 después de tres años de trabajo.
En las elecciones generales del 20 de noviembre de 2011 no fue reelegida. Ocupó el puesto número 13 de la lista por Barcelona pero su partido sólo se obtuvo 10 escaños.
En el Congreso del PSC de Barcelona celebrado en febrero de 2012 asumió la Secretaría de Organización del PSC de Barcelona donde impulsó el proyecto Partido Abierto y transparencia.  También coordina la comisión de las primarias en las que se eligió a Jaume Collboni como candidato a la Alcaldía de Barcelona en las municipales de 2015.
En junio de 2014 volvió al Congreso de Diputados ocupando el escaño que dejó vacante Albert Soler, nuevo Director de Relaciones Institucionales Deportivas del FC Barcelona. Asumió la portavocía adjunta de la Comisión de Economía y Hacienda, Vocal de la Comisión de Industria y Vocal de la Comisión Mixta de los Derechos de la Mujer e Igualdad de Oportunidades.

### Iniciativa Barcelona Open Data
En 2016 inició el proyecto Barcelona Iniciativa Open Data, nodo en Barcelona del Instituto Open Data del que es cofundadora y codirectora.En este marco coordina diversos proyectos para aplicar la tecnología de datos al ámbito público y social, procesos de innovación pública con el uso de datos abiertos. También desarrolla labores de formación.

#### Data x Women

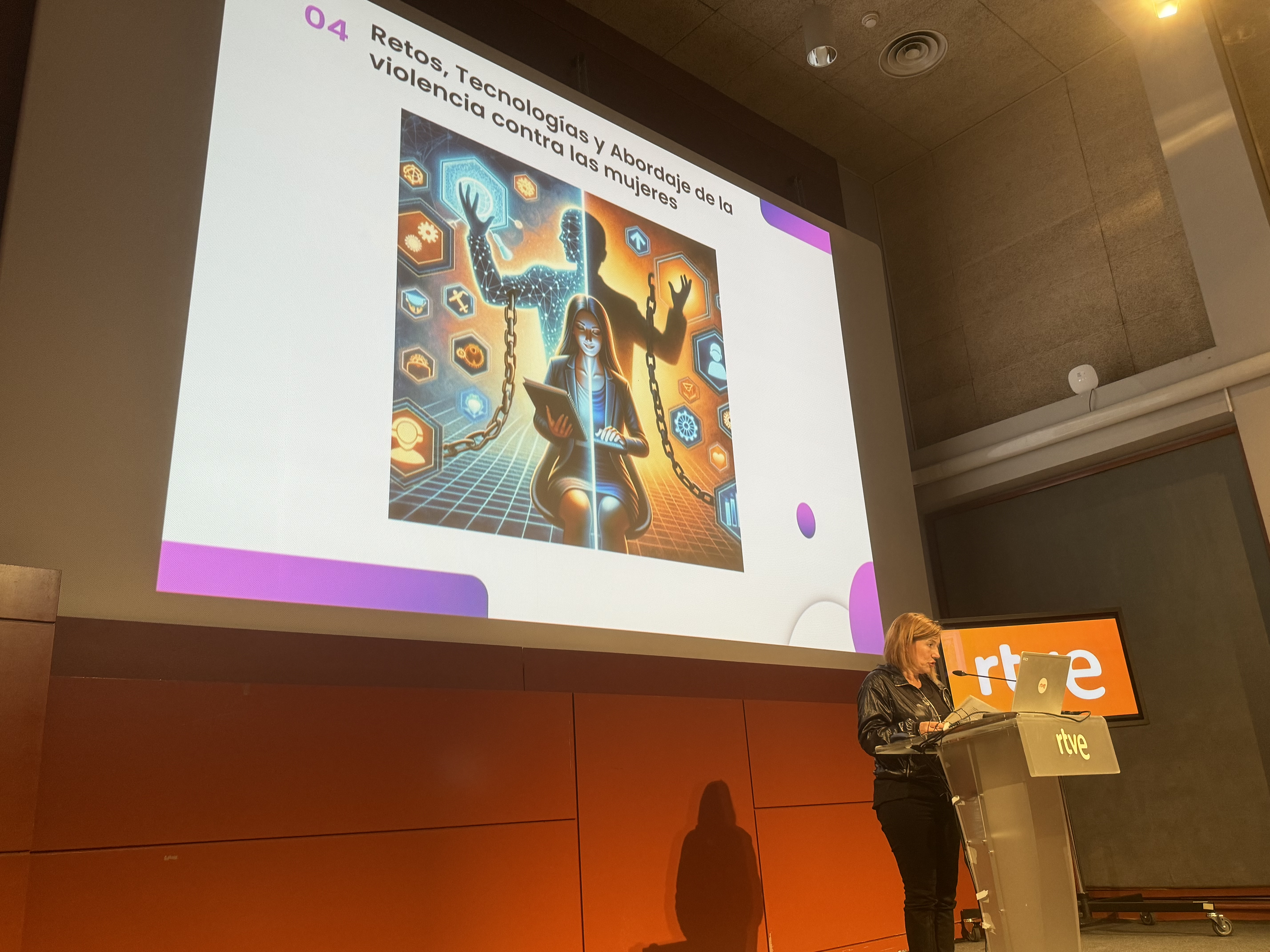
Retos, tecnologías y abordaje de la violencia contra las mujeres. Lourdes Muñoz. Observatorio de Igualdad de RTVE

Muñoz ha expresado en numerosas ocasiones su preocupación por la falta de perspectiva de género en el ámbito de la tecnología de datos. En 2018 con Data x Women de la Iniciativa Barcelona Open Data desarrolló un proyecto de análisis de datos sobre violencia contra las mujeres. Posteriormente, entre otros proyectos ha desarrollado en colaboración con el Ayuntamiento de Santa Coloma de Gramenet el DataLab La Ciba, un observatorio de género y datos abiertos en los que se ejecutan proyectos de innovación social utilizando datos abiertos con perspectiva de género y datos abiertos orientados hacia los derechos de las mujeres, entre ellas datos sobre trata sexual y prostitución, impacto de la pandemia en las mujeres, mujeres en el mundo laboral, etc.En 2022 su trabajo en el feminismo de datos fue premiado por la Associació de Dones Periodistes de Catalunya.

#### Inteligencia Artificial y derechos de las mujeres
Además del feminismo de datos Muñoz ha investigado sobre los retos de la Inteligencia Artificial con respecto a los derechos de las mujeres. 
En noviembre de 2023 impartió la conferencia “Inteligencia Artificial y violencia contra las mujeres: la redimensión de la violencia sexual desde la tecnología” en las jornadas sobre Violencia Sexual organizadas por el Observatorio de Igualdad de RTVE Radiotelevisión Española.
En abril de 2024 dirigió el informe Una inteligencia artificial alineada con los derechos de las mujeres: análisis y propuestas”  con alertas y recomendaciones sobre desafíos y retos en el desarrollo de la Inteligencia Artificial desde la perspectiva de género. En el documento se analizan las políticas públicas digitales en el desarrollo de la IA para el avance de los derechos de las mujeres, reclama la vigilancia y monitorización incluyendo la supervisión humana en los procesos que forman parte de la creación y desarrollo de un proyecto de IA, además de advertir sobre la violencia machista digital en aumento dado que las herramientas de la IA tienen la capacidad de amplificar las agresiones y daños. El acceso desigual de las herramientas digitales provocado por la brecha de género genera mayor vulnerabilidad para las mujeres en este ámbito, señala el documento.

## Premios y reconocimientos
- 2010 Premio Focus al Conocimiento Libre como política referente del Software Libre.[19]
- 2022 Premio "Buenas prácticas al tratamiento de datos inclusivo". Premios de Comunicación No Sexista. Associació de Dones Periodistes de Catalunya. [28]